# Mokgweetsi Masisi
Mokgweetsi Eric Keabetswe Masisi (n. 21 iulie 1962, Moshupa, Districtul Southern, Botswana, Botswana) este un politician din Botswana care ocupă funcția de președinte al acestei țări de la 1 aprilie 2018. Este al cincilea președinte al Botswanei și a fost al 8-lea vicepreședinte al țării în perioada 12 noiembrie 2014 - 1 aprilie 2018. A fost membru al Parlamentului în Adunarea Națională pentru circumscripția Moshupa-Manyana din 2009 până în 2018.

## Cariera politică
Masisi a urmărit, fără succes, nominalizarea din partea Partidului Democrat din Botswana (PDB), aflat la guvernare, pentru a participa la la alegerile generale din 2004 în circumscripția Moshupa. A obținut nominalizarea din partea PDB pentru aceeași circumscripție în alegerile generale din 2009 an în care a și câștigat. A fost numit imediat ministru adjunct pentru afaceri prezidențiale și administrație publică în octombrie 2009. După puțin mai mult de un an ca ministru asistent, a fost numit ministru pentru afaceri prezidențiale și administrație publică în ianuarie 2011. Masisi a devenit ministru al educației și dezvoltării competențelor în aprilie 2014. A fost reales în circumscripția sa în Parlament în octombrie 2014 și a fost numit ministru al educației și dezvoltării competențelor la 28 octombrie 2014. A fost numit vicepreședinte al Botswanei de către președintele Ian Khama la 12 noiembrie 2014, rămânând și în funcția sa de ministru al educației.
Președintele Khama l-a numit pe Masisi în funcția de cancelar al Universității din Botswana la 5 iulie 2017. Numirea, care a fost în concordanță cu secțiunea 7 din Legea Universității din Botswana din 2008, a fost pentru o perioadă de cinci ani. A fost numit ca urmare a morții fostului președinte Quett Masire, care a fost cancelar până la decesul său pe 22 iunie 2017.
La 1 aprilie 2018, a fost învestit în funcția de președinte al Botswana. După ce a devenit președinte, Khama a părăsit PDB aflat la guvernare pentru a fonda Frontul Patriotic Botswana (FPB). Khama l-a criticat pe Masisi pentru că a înlăturat interzicerea vânătorii de elefanți și a numit decizia sa de a-l numi pe Masisi drept succesor o „greșeală”.
Pe 13 octombrie 2018, Masisi a primit un doctorat onorific din partea Universității din Botswana. Unii comentatori au criticat această decizie și au susținut că nu a fost urmat procesul corect.
În octombrie 2019, Masisi a fost reales în funcția de președinte al Botswanei, după ce PDB s-a confruntat cu cea mai mare amenințare la adresa unității sale în mai mult de cinci decenii, după ce Khama a trecut în opoziție acuzându-l pe Masisi de autoritarism. La alegerile generale din 2019 din Botswana, Masisi a obținut 52,65% din voturi și partidul său ca câștigat majoritatea locurilor în Adunarea Națională. Alegerile din Botswana 2019 au fost extrem de contestate, iar principala forță de opoziție, Umbrela pentru Schimbare Democratică a depus o serie de contestații judecătorești în legătură cu neregulile și frauda electorală petrecute.
Printre promisiunile sale electorale, el a propus ridicarea interdicției de vânătoare de elefanți și dezincriminarea homosexualității.